# There Is Nothing
There Is Nothing – album studyjny zespołu Ozric Tentacles wydany w 1986 roku. Album nagrany w składzie:
- Ed Wynne – gitara, syntezator
- Joie Hinton – syntezator
- Tom Brooks – syntezator
- Roly Wynne – gitara basowa
- Tig (Nick van Gelder) – perkusja
- Paul Hankin – instrumenty perkusyjne

## Lista utworów
| Nr | Tytuł                         | Długość |
| -- | ----------------------------- | ------- |
| 1  | „The Sacred Turf”             | 3:14    |
| 2  | „O-I”                         | 4:42    |
| 3  | „Jabular”                     | 3:52    |
| 4  | „Staring at the Moon”         | 4:47    |
| 5  | „Airy Area”                   | 3:44    |
| 6  | „Travelling the Great Circle” | 4:05    |
| 7  | „Imhotep”                     | 11:56   |
| 8  | „Thrashing Breath Texture”    | 3:31    |
| 9  | „Crab Nebula”                 | 5:39    |
| 10 | „Lull Your Skull”             | 3:01    |
| 11 | „Invisible Carpet”            | 5:47    |
| 12 | „The Eternal Wheel”           | 9:53    |
| 13 | „Kola B’Pep”                  | 6:36    |
| 14 | „There is Nothing”            | 1:19    |